# Deutsche Gesellschaft für Zellbiologie
Die Deutsche Gesellschaft für Zellbiologie (DGZ) ist eine Gesellschaft, in der sich Zoologen, Botaniker, Mikrobiologen, Biochemiker, Biophysiker, Mediziner, Genetiker, Molekularbiologen, Immunologen und andere in der biologischen Forschung aktive Personen sowie einige Industrie- und Medienunternehmen zusammengeschlossen haben. Ziel der Gesellschaft ist die Förderung der zellbiologischen Forschung sowie die Etablierung der Zellbiologie als eigenständiges Fachgebiet an möglichst vielen Universitäten. Die DGZ ist Mitglied im Deutschen Nationalkomitee (DNK), das die Interessen der Biowissenschaftlerinnen und Biowissenschaftler in den internationalen Organisationen vertritt. Die Gesellschaft ist Mitglied im Verband Biologie, Biowissenschaften und Biomedizin in Deutschland e. V. (VBIO), der sich für die Biowissenschaften in Deutschland einsetzt.
Die Gesellschaft verleiht mehrere Wissenschaftspreise:
- Nikon Young Scientist Award
- Walther-Flemming-Medaille
- Binder Innovationspreis
- Werner-Risau-Preis
- Paul Ehrlich und Ludwig Darmstaedter Preis
- Carl Zeiss Lecture